# Elga Brink
Elga Brink, unehelich geb. Elisabeth Margarete Frey (* 2. April 1905 in Berlin-Waidmannslust; † 28. Oktober 1985 in Hamburg), war eine deutsche Schauspielerin.

## Leben
Elisabeth Margarete genannt Elga Brink war die unehelich geborene Tochter der Schneiderin Aloisia Frey, die 1915 den Kaufmann Georg Janko Alfred Brink geheiratet hat, dessen Familiennamen sie angenommen hat. Der Fußballspieler Alfred Brink war ihr jüngerer Bruder. Sie besuchte eine Handelsschule und kam zu Beginn der 1920er Jahre zum Film. Die blonde schlanke Schauspielerin wirkte als kesses Mädchen in zahlreichen Stummfilmen mit. Am 21. Dezember 1921 hat sie mit 16 Jahren in Charlottenburg den Schriftsteller Dr. Wilhelm Ludwig Borchard geheiratet. Die Ehe wurde am 12. Mai 1925 wieder geschieden. Am 27. Juni 1931 hat sie in zweiter Ehe den Komponisten Friedrich Goldbaum (1903–1983) geheiratet, diese Ehe wurde am 27. Juni 1934 geschieden. Goldbaum musste als Jude nach Frankreich emigrieren und nannte sich dort Fred Freed.

Elga Brink, Werner Pittschau, Olga Engl, Standfoto aus dem Film Der Stolz der Kompagnie, 1926

Besonders oft kam sie bei Inszenierungen des Regisseurs Georg Jacoby zum Zug, dessen Lebensgefährtin sie einige Zeit war. 1930 verkörperte sie Goethes Geliebte Friederike Brion in dem Film Die Jugendgeliebte. Im Laufe der 1930er und 1940er Jahre trat sie immer mehr in den Hintergrund. Sie stand 1944 in der Gottbegnadeten-Liste des Reichsministeriums für Volksaufklärung und Propaganda.
Nach dem Zweiten Weltkrieg versuchte sie sich kurzzeitig als Bühnenschauspielerin, trat nochmals in einem Film auf und zog sich nach 1951 aus der Öffentlichkeit zurück. Als Elisabeth Biermann lebte sie seitdem in Hamburg, wo sie als Sachbearbeiterin in einer Anwaltskanzlei tätig war.

## Filmografie
- 1922: Lebenshunger
- 1923: Das Paradies im Schnee
- 1923: Zwischen Abend und Morgen
- 1924: Quo Vadis?
- 1924: Komödianten des Lebens
- 1925: Husarenfieber
- 1925: Der Hahn im Korb
- 1926: Der dumme August des Zirkus Romanelli
- 1926: Der Ritt in die Sonne
- 1926: Dürfen wir schweigen?
- 1926: Das Gasthaus zur Ehe
- 1926: Der Stolz der Kompagnie
- 1927: Die Jagd nach der Braut
- 1927: Die Frau ohne Namen (2 Teile)
- 1927: Colonialskandal
- 1927: Die Insel der verbotenen Küsse
- 1927: Zerbrochene Ehe (The Fake)
- 1928: Die Wochenendbraut
- 1928: Die schönste Frau von Paris
- 1928: Angst
- 1928: Der Faschingskönig
- 1928: Der Arzt (The Physician)
- 1929: Ehe in Not
- 1929: Das Land ohne Frauen
- 1929: Frauen am Abgrund
- 1929: Morgenröte
- 1930: Die Jugendgeliebte
- 1930: Pension Schöller
- 1930: Der keusche Joseph
- 1930: Zweierlei Moral
- 1931: Um eine Nasenlänge
- 1931: Im Banne der Berge
- 1931: Der Herr Finanzdirektor
- 1932: Strafsache van Geldern
- 1932: Marschall Vorwärts
- 1932: Nacht der Versuchung
- 1932: Der Feldherrnhügel
- 1933: Der Choral von Leuthen
- 1933: Der Tunnel
- 1933: Sprung in den Abgrund
- 1934: Da stimmt was nicht
- 1934: Spiel mit dem Feuer
- 1934: Der kühne Schwimmer
- 1934: Dr. Bluff
- 1935: Die Frauen haben es leicht
- 1936: Münchhausens neuestes Abenteuer
- 1936: Onkel Bräsig
- 1937: Pension Elise Nottebohm
- 1937: Ferngespräch mit Hamburg
- 1937: Karussell
- 1937: Die Kronzeugin
- 1937: Wiederseh’n macht Freude
- 1939: Heimatland
- 1939: In letzter Minute
- 1939: Weißer Flieder
- 1941: Clarissa
- 1941: Quax, der Bruchpilot
- 1941: Die schwedische Nachtigall
- 1942: Mit den Augen einer Frau
- 1942: Stimme des Herzens
- 1944: Die heimlichen Bräute
- 1944/51: Zwischen Herz und Gewissen
- 1945: Eines Tages
- 1945: Frühlingsmelodie
- 1950: Semmelweis – Retter der Mütter